# Душанова грамота за село Потолино
Грамотата на цар Стефан Душан за селото Потилино(во) (на сръбски: Хрисовуља цара Стефана Душана Хиландару о селу Потолино) е дарствен хрисовул, издаден от сръбския цар Стефан Душан на Хилендарския манастир в периода януари-април 1348 г., с който сръбският цар потвърждава на Хилендарската обител правото да владее селото Потолино(во) (днес село Петелинос, Гърция), което е направено след интервенцията на царския братовчед Войхна.
Грамотата се съхранява в архива на Хилендарския манастир под номер 32, топографска сигнатура А 4/12. Представлява лист хартия с размер 343 mm x 503 mm, която има воден знак арбалет. Текстът е изписан с канцеларски бързопис от средата на XIV век и заема 40 реда заедно с царския подпис. С червено мастило са изписани инвокационният кръст и инициалът Д в началото, думите цар, слово и хрисовул, както и царският подпис с орнаментните кръстове към него. Липсва печат, няма и следи към грамотата някога да е имало прикрепен такъв, което не е характерно за царските грамоти от този тип. Въпреки че има изследователи, които не поставят под съмнение автентичността на документа, в по-нови изследвания се твърди, че той е автентичен препис на оригиналната грамота, направен през 1365 г. В Хилендарския архив се съхранява и втори препис на хрисовула, направен през XIX век, който се води под номер 322 и топографска сигнатура А4/13.
Грамотата е била издавана неколкократно, но в различните издания гръцкото име на селото, което е дарено от Стефан Душан на Хилендар, се предава по различен начин – като Потолино, Потолин, Постолин или Потолиново. Колебанието произтича и от факта, че в грамотата славянското име на селото присъства с две форми – като Потолина (родителен падеж от Потолино) и като Потолиново. В друга грамота на Стефан Душан от същата 1348 г. гръцкото име на селото Ποθολινόσ е предадено навсякъде като Потолино.

## Текст на грамота
| „ | Достолепно и добродетелно, и благоразумно е винаги да се принася слава на Бога в Троицата, тоест в Отца и Сина и Светия дух – единно божество, единна сила, едно естество, единна същност, несътворено, непроменливо и неразмесимо, трисъставно и събезначално, и единославно, и единопрестолно. От Нея просия светлината на неизречимата слава. И многочестни, и драгоценни дарове бяха дарени на пророците и апостолите, и на мъчениците, и светците, и на преподобните, и на всичкия народ православен. От нея процъфтяха боголиките венци за всички, които с вяра са мирно живели на земята, а на самодържавните царе и всички господари различно дарове се разделиха, и като причина за живота безмерната Мъдрост Божия към всекиго велегласно въпие, казвайки: Чрез Мене царе царуват и утвърждават се скиптрите им, и силни с усърдие правда пишат. Така и аз, в Христа Бога благоверен и от Бога поставен Стефан, цар на цяла Сърбия и Приморието, на цяла Диса западна страна, който по Божествено благословение израстнах в своето отечество и по Негова воля наричам се издънка на благия корен на светите мои родители: от праведния свети Симеон Неманя, новия мироточец, който е бил първи господар бивш на сръбските земи, на нашия светител, архиерей и първопрестолник на отечеството наше, свети Сава. А сега, чрез Божията благодат и помощта на пречистата Богородица, и чрез молитвите на тези богоугодни свети родители и прародители мои по Божия благословия дадено ми е царство. И понеже от началото на моето царуване съм обзет от ревност към всички свети божествени църкви, постарах се от все сърце за манастирите в Света гора, великата пустиня Атон, където се намират преподобни богоносни свети иноци и блажени отци. И като слушах много и дивно за живота на тези свети мъже, та и царство ми отдавна желаеше и да види, и да се поклони на тези свети места, и да приеме благослов от тези свети и богоблажени отци, живеещи страннически на земята. И така, по волята на моя Христос и с помощта на пречистата Негова Майка, която ме насърчава във всяко добро дело и ми дава всяко благо за спасение, и изпълнява в добро всяко мое желание, изпълни се от душа с желание сърцето мое – да видим тази Света гора, както бе казано: Подигам очи към планините, отдето ще ми помощ дойде. И пак: На планината, душо, да се възкачим, върви там, откъдето ще ти дойде помощ. И като дойде царство ми тук, където се намира големият манастир, наречен Хилендар, създаден и преукрасен от прародителите мои, дойде царство ми и поклони се, и прие благословение от живеещите в него преподобни мъже. Тогава отиде царство ми във вътрешните манастири в тази Света гора и след като посети царство ми тези свети манастири, дарих ги и украсих с различни дарования и допълних всичко онова, що не достигаше на тези свети манастири. И видях в тази Света гора жилищата, скиниите и пещерите на тези преподобни, свети и богоблажени отци-пустинослужители и бях много удивен от живота на тези свети мъже, които са истински небесни хора и ангели на земята. И приех благословии, и душеполезни слова чух като поучения, за да ми са от голяма полза, както е казано: Да се обърнат към мене, рече, боящите се от Теб и виждащите Твоите свидетелства. И обиколили тези свети места, пак дойдохме в честния манастир Хилендар. И тук припомни на царство ми властелинът, сродникът на царство ми, братовчедът Войхна, за известното потвърждение на село Потолино, което царство ми вече по-рано беше приложило на Хилендар. И поради усърдното моление и милосърдие спрямо всички свети и божествени църкви на моя братовчед Войхна дарява царство ми в Пострумска област: село Потолиново със заселките и границите, с междите, и с доходите, и с всички правдини на това село, да е на всечестния манастир на отечеството наше Хилендар до ден и довеки записано, както са другите села в хрисовулите църковни отвеки. И всичко това освободи царство ми от сокя, позоб, от приселица, от войска, от псар и поклисар, от градозидание, от сенокоси, от глоби и всякакви задължения, просто казано, от всякакви работи, големи и малки. И да не го безпокои ни кефалия, ни княз, ни севаст, нито владеещите в тази земя, нито малки, нито големи, а да си го владее манастирът Хилендар според закона и обичая манастирски. И се известявя това залатопечатно Слово на царство ми. Моля всички вас, които ще царуват след мен, този Хрисовул да не бъде отменян, но повече и по-крепко да се утвърди, така че това Слово на царство ми да не бъде никога изменено. И записа се, и утвърди в Хилендар Година 6856, индикт 1. Стефан, в Христа бога благоверен цар на всички сърби и Поморието, и на Западните страни | “ |